# Poppis
Poppis var en svensk poptidning som utgavs 1984–1985 av Bröderna Lindströms förlag. År 1984 utkom 5 nummer och 1985 utkom 10 nummer.